# Said al-Ghazzi

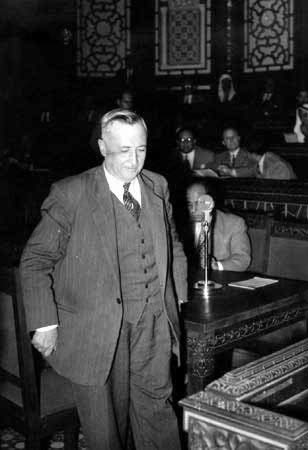
Said al-Ghazzi 1956 im syrischen Parlament

Said al-Ghazzi; arabisch سعيد الغزي; (* 1893 in Damaskus, Vilâyet Syrien; † 18. September 1967) war ein syrischer Rechtsanwalt und Politiker. Er war zweimaliger Ministerpräsident der Syrischen Republik und ist in der syrischen Politik als unabhängiger Liberaler bekannt, was ihn zu einem Favoriten in allen Krisenzeiten machte.

## Karriere
Bevor der Sunnit Ghazzi in die Politik einstieg, war er einer der führenden Rechtsanwälte im Staat Syrien. Er trat 1928 dem Bloc national bei, die das französische Mandat über Syrien ablehnte. Er wurde zum Mitglied der verfassunggebenden Versammlung unter Ibrahim Hananu ernannt, welche die erste Verfassung im republikanischen Syrien erstellte. Sein erstes Kabinettsamt erhielt Ghazzi 1936. Ministerpräsident Dschamil Mardam Bey ernannte ihn zum Justizminister. Er hielt diese Position in zwei weiteren Kabinetten 1945 und 1948. Er diente 1939 auch als Finanzminister.
In den frühen Jahren der Präsidentschaft von Schukri al-Quwatli diente Ghazzi als Vizepräsident des syrischen Parlaments, verlor allerdings in den frühen 1940er Jahren die Unterstützung der Nationalisten, da er den von den Franzosen eingesetzten Präsidenten Taj Eddine el-Hasani unterstützte. 1943 trat er wieder den Nationalisten bei und wurde auf Quwatlis Wählerliste wiedergewählt.

### Ministerpräsident
Nach dem Sturz des Militärdiktators Adib asch-Schischakli bildete Ghazzi am 19. Juni 1954 sein erstes Kabinett, in dem er gleichzeitig als Verteidigungsminister diente. Ghazzis vorrangiges Ziel war es, die Armee in ihren Baracken zu halten und der zivilen-militärischen Feindschaft, die durch seinen Vorgänger Sabri al-Asali kreiert wurde, ein Ende zu bereiten. Nach den Parlamentswahlen 1954 bat er Präsident Haschim al-Atassi am 3. November um Rücktritt und arbeitete als Anwalt weiter.
Im September 1955 wurde Ghazzi von Präsident Schukri al-Quwatli erneut mit der Regierungsbildung beauftragt, und er nahm an. Während seiner zweiten Amtszeit gab Ghazzi sein Bestes, um zwei Elemente zur Stabilisierung der Nation zu bewegen: das militärische Establishment und Gamal Abdel Nasser von Ägypten. Er arbeitete auch daran, um Syrien innerhalb des Ostblocks zu behalten, und kündigte Syriens neue Freundschaft mit der Sowjetunion sowie Rüstungs- und Handelsabkommen mit anderen Ostblockstaaten an. Sein Kabinett kollabierte am 14. Juni 1956 aufgrund der starken Opposition im Volk zu seinen engen Beziehungen mit Nasser und der UdSSR.

### Späteres Leben
Ghazzi zog sich unter der kurzlebigen Vereinigten Arabischen Republik aus dem öffentlichen Leben zurück. In der 1961 wiedererrichteten Syrischen Republik wurde er am 17. September 1962 Parlamentspräsident. Er war zugleich der letzte Parlamentspräsident der Syrischen Republik, da die Baath-Partei am 7. März 1963 putschte und an die Macht kam.

## Bibliografie
- Sami M. Moubayed: Damascus between democracy and dictatorship. University Press of America, Lanham u. a. 2000, ISBN 0-7618-1744-1. (online auf: books.google.com)